# Клеве (район)
Кле́ве (нім. Kreis Kleve) — район в Німеччині, в складі округу Дюссельдорф землі Північний Рейн-Вестфалія. Адміністративний центр — місто Клеве.

## Населення
Населення району становить 308085 осіб (2011).

## Адміністративний поділ
Район поділяється на 8 комун (нім. Gemeinden) та 8 міст (нім. Städte):
| № | Комуна/ місто   | Площа, км² | Населення, осіб (2011) | Центр           |
| - | --------------- | ---------- | ---------------------- | --------------- |
| 1 | Бедбург-Гау     | 61,3       | 13231                  | Гау             |
| 2 | Вахтендонк      | 48,1       | 7942                   | Вахтендонк      |
| 3 | Веце            | 79,5       | 10822                  | Веце            |
| 4 | Іссум           | 54,7       | 11871                  | Іссум           |
| 5 | Керкен          | 58,0       | 12675                  | Керкен          |
| 6 | Краненбург      | 76,9       | 9972                   | Краненбург      |
| 7 | Рордт           | 30,0       | 6742                   | Рордт           |
| 8 | Удем            | 61,0       | 8125                   | Удем            |
| 1 | Еммеріх-ам-Райн | 80,1       | 29621                  | Еммеріх-ам-Райн |
| 2 | Гельдерн        | 96,9       | 33637                  | Гельдерн        |
| 3 | Гох             | 115,4      | 34125                  | Гох             |
| 4 | Калькар         | 88,2       | 13791                  | Калькар         |
| 5 | Кевелар         | 100,5      | 28402                  | Кевелар         |
| 6 | Клеве           | 97,8       | 49621                  | Клеве           |
| 7 | Рес             | 109,7      | 22097                  | Рес             |
| 8 | Штрален         | 74,0       | 15411                  | Штрален         |

| Німеччина | Це незавершена стаття з географії Німеччини. Ви можете допомогти проєкту, виправивши або дописавши її. |